# Olof Kullberg
Olof Kullberg, född den 13 december 1859 i Odensåkers socken, Skaraborgs län, död den 31 december 1936 i Lidingö stad, var en svensk militär. 
Kullberg blev underlöjtnant vid fortifikationen 1881, löjtnant där 1888, kapten där 1898 och major där 1908. Han var chef för Bodens ingenjörkår 1908–1914. Kullberg befordrades till överstelöjtnant 1911. Han blev riddare av Svärdsorden 1902.